# Brugerpris
Brugerprisen på kapital (engelsk: user cost (of capital), hvilket udtryk også sommetider bruges uoversat på dansk) er omkostningen ved at anvende en kapitalenhed i en given periode, f.eks. et år - dvs. prisen for at anvende eller anskaffe én enhed af en kapitaltjeneste. Begrebet anvendes i såvel mikro- som makroøkonomi til beregning af virksomhedernes omkostninger ved at anvende realkapital (som bygninger, maskiner og transportmidler) i produktionen, parallelt til lønomkostningerne, som er virksomhedens omkostning ved at anvende arbejdskraft i produktionen. Brugerprisen anvendes også indenfor boligøkonomi til at angive den reelle omkostning ved at have en ejerbolig. Ofte angives brugerprisen i procent af kapitalens samlede værdi. Renteniveau, kapitalnedslidning, skatteforhold og muligheden for kapitalgevinster er faktorer, som er afgørende for brugerprisens størrelse.

## Brugerprisen og virksomhedernes investeringer
Brugerprisen på kapital er en afgørende faktor i virksomhedens profitmaksimering. Det skyldes, at en profitmaksimerende virksomhed vil anskaffe sig kapital op til det niveau, hvor omkostningen ved at få adgang til én enhed ekstra kapital (marginalomkostningen) er lig med den ekstra indtjening, han vil få som følge af det større kapitalapparat (den marginale indtjening). Denne såkaldte førsteordensbetingelse er en konkret udgave af det generelle optimalitetsprincip, at man skal udføre en bestemt handling indtil det punkt, hvor den marginale gevinst ved handlingen netop modsvarer den marginale omkostning eller ulempe. For en virksomhed, der er pristager (dvs. den kan ikke påvirke prisen på hverken de varer, den producerer, eller de input, den anvender i produktionen), som tilfældet vil være i en situation med fuldkommen konkurrence, betyder det, at i optimum vil brugerprisen på kapital (som afspejler den marginale omkostning) være lig med marginalomsætningsproduktet (dvs. den ekstra indtjening, virksomheden opnår som følge af, at den kan forøge produktionen på grund af det større kapitalapparat).
En simpel ligning for brugerprisen er
brugerpris = økonomisk kapitalnedslidning + rente*kapitalværdi,
hvor de enkelte størrelser eksempelvis måles i kroner eller dollar. Kapitalnedslidningen (ofte kaldt afskrivninger) er den forringelse som følge af slid, forældelse mv., som den pågældende kapital, f.eks. en maskine, oplever i løbet af perioden. Renten i ligningen er lig med alternativomkostningen, dvs. den finansielle afkastrate, som alternativt kunne være indtjent, hvis man havde placeret kapitalværdien på anden vis, f.eks. ved at investere i værdipapirer med en tilsvarende risiko. Renten vil derfor normalt indeholde en risikopræmie. Inddrager man også eventuelle kapitalskatter og skattefradrag, skal udtrykkene i ligningen opfattes som efter-skat-beløb. Endvidere kan brugerpris-udtrykket også tage højde for, at der kan være en (evt. negativ) nominel kapitalgevinst på det pågældende kapitalgode.
Den samme sammenhæng kan også udtrykkes som en rate pr. krone kapital:
c = d + r,
hvor c er brugerprisen målt i procent, d er nedslidningsraten, og r er den relevante rentesats.
Ofte ejer virksomheden ikke den kapital, den anvender, men lejer den i stedet. Brugerprisen er så lig med den leje (engelsk: rental rate), virksomheden betaler for at have rådighed over kapitalapparatet. Hvis der er fuldkommen konkurrence på kapitalmarkedet, vil lejen imidlertid netop være lig med brugerprisen på kapital. De ovennævnte udtryk gælder derfor, hvad enten virksomheden ejer eller lejer det kapitalapparat, den gør brug af.

## Brugerprisen på ejerboliger
Også for ejerboliger er det relevant at opgøre en brugerpris, som udtrykker, hvad den reelle omkostning er ved at eje en ejerbolig i en periode (typisk et år). Den kan udtrykkes som:
c = r + b + m + t - πe,
hvor c er brugerprisen pr. krone af boligens værdi, r er en mellemlang risikofri rente, b er en risikopræmie, m er nedslidningsraten (der også kan fortolkes som den løbende vedligeholdelse, der er nødvendig for at opretholde boligens tilstand), t er den relevante ejendomsskat, og πe er den forventede nominelle kapitalgevinst.
Udtrykket ovenfor gælder i en hypotetisk situation, hvor nettoafkastet af at eje sin bolig i stedet for at bo til leje i en tilsvarende bolig beskattes på niveau med anden personindkomst. Denne betingelse er dog sjældent opfyldt i virkeligheden, og den faktiske efter-skat-brugerpris på ejerboliger vil så typisk være en mere kompliceret funktion af det pågældende lands skattesystem, der typisk fungerer som en indirekte støtte (subsidiering) af boligejerne. En undersøgelse offentliggjort i det videnskabelige tidsskrift Fiscal Studies i 2018 opgjorde, at skattesystemet i eurolandene i gennemsnit reducerede brugerprisen på ejerboliger med 40 pct. i forhold til et system med en neutral ejerboligbeskatning.